# Mary Miles Minter
Mary Miles Minter, pseudonimo di Juliet Reilly (Shreveport, 25 aprile 1902 – Santa Monica, 4 agosto 1984), è stata un'attrice statunitense del cinema muto.

## Biografia
Iniziò la sua carriera sin da bambina, spinta dalla madre, recitando in diversi spettacoli teatrali, anche con personaggi di rilievo come Nat Goodwin. Nel 1912 fece il suo debutto cinematografico in The Nurse. Due anni dopo, mentre era impegnata in una produzione teatrale di "The Littlest Rebel", la giovanissima interprete, allora undicenne, attrasse l'attenzione della Gerry Society, che proteggeva i diritti dei bambini sul palcoscenico): la bambina era ancora troppo piccola per un impiego ormai professionale.
La madre semplicemente scambiò il certificato di nascita della figlia con quello di un'altra figlia maggiore, morta in tenera età. E così in meno di una settimana l'attrice divenne "sedicenne" e poté legalmente tornare sulle scene. Lo stesso anno l'attrice tornò al cinema in The Fairy and the Waif, come interprete principale. Dopo qualche anno, nel 1919, fu ingaggiata dalla Paramount, che la scelse per la sua bellezza e per la somiglianza alla famosa attrice Mary Pickford, che aveva lasciato la Paramount per fondare la United Artists.

### Il caso William Desmond Taylor
Il 1º febbraio 1922 morì in circostanze misteriose William Desmond Taylor, amico e regista di molti film di Mary Miles Minter. Proprio lei era stata l'ultima persona a vederlo. La stampa incominciò a sospettarla dell'uccisione del regista e, ben presto, si scoprì che i due avevano avuto una relazione amorosa, nonostante la differenza di età (lui cinquant'anni e lei meno di venti). Il delitto del regista non fu mai risolto ma, a causa dei sospetti su di lei e anche per come veniva recepita dal puritano pubblico americano l'immoralità della loro relazione, Mary Miles Minter dovette rinunciare alla sua carriera d'attrice, abbandonando il mondo del cinema e andando a vivere in Francia.
Solo negli ultimi anni di vita, Mary Miles Minter tornò negli Stati Uniti, dove morì nel 1984.

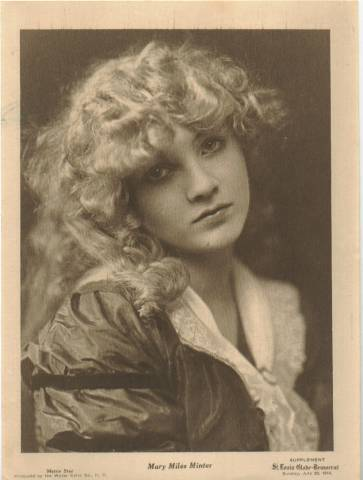
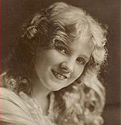
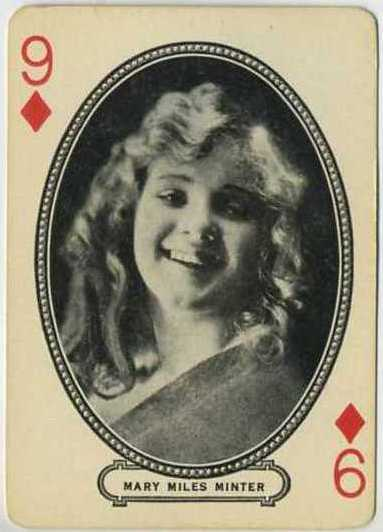
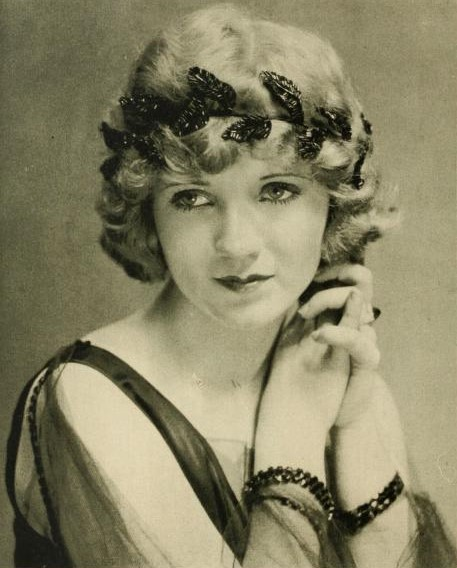
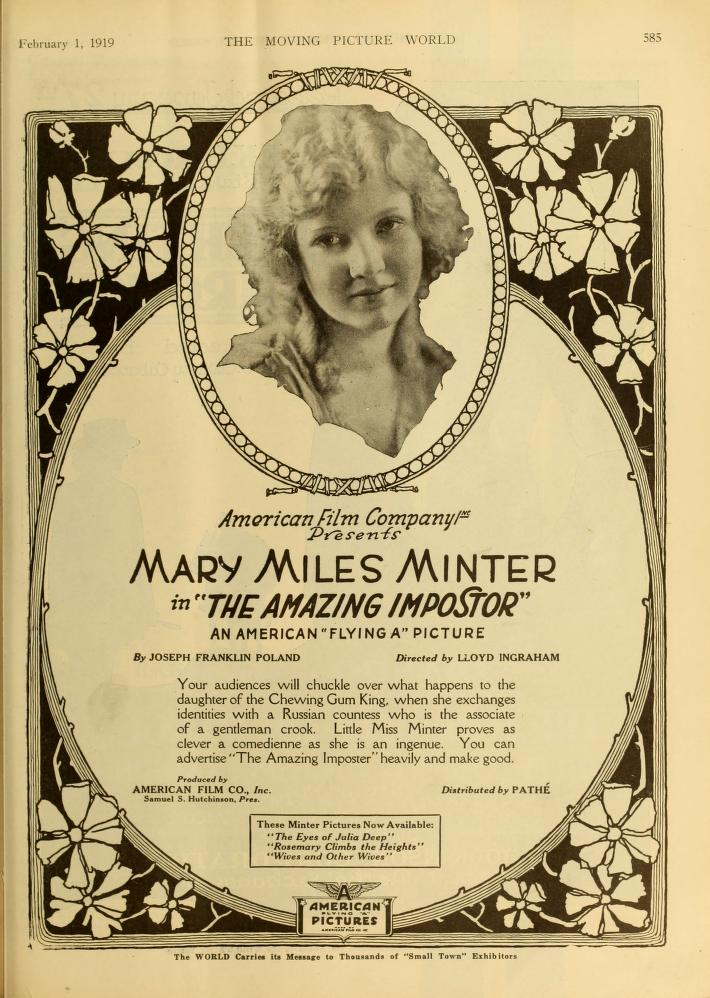
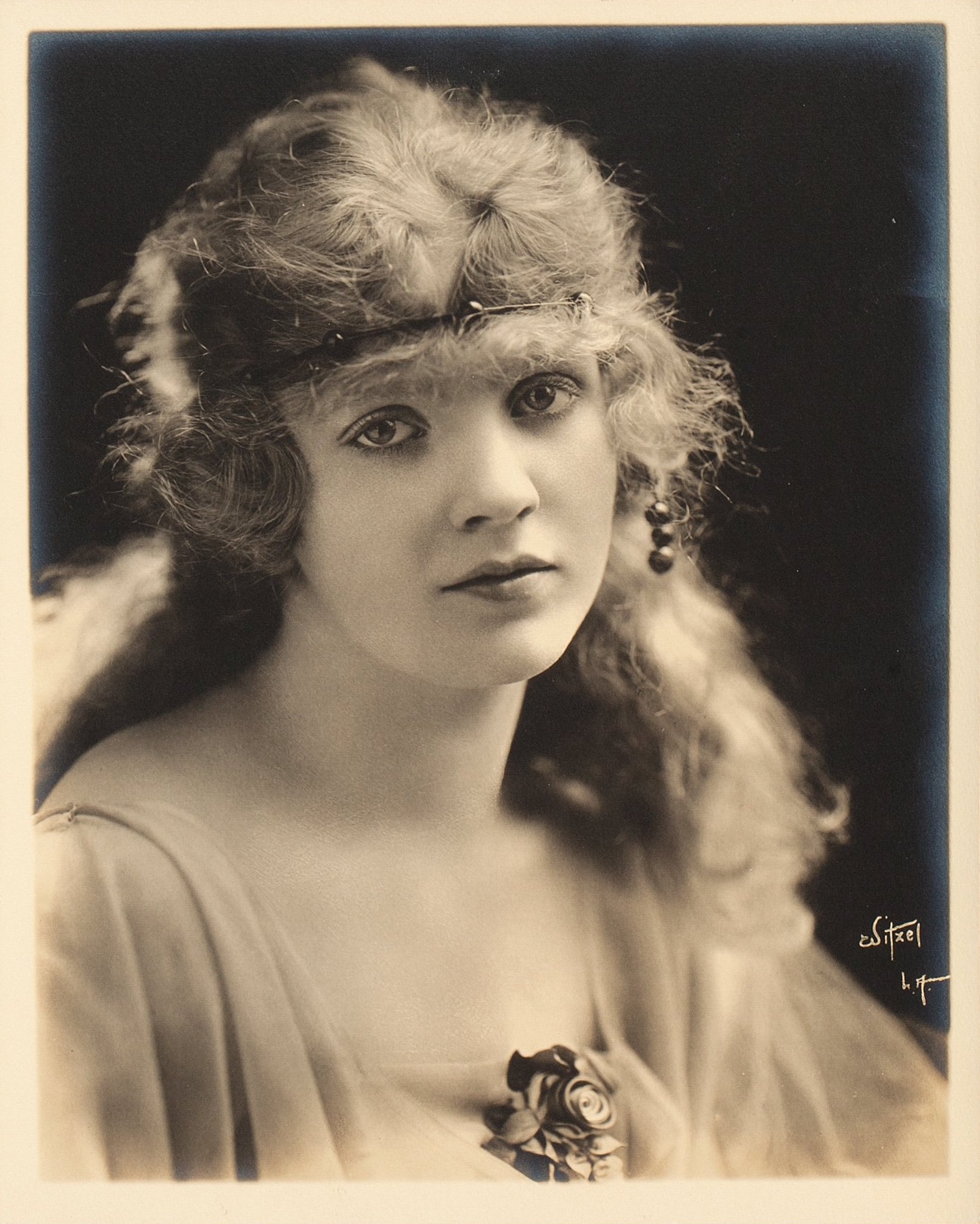

## Riconoscimenti
- Young Hollywood Hall of Fame (1908-1919)

## Filmografia
Filmografia completa, secondo l'IMDb. Quando manca il nome del regista, questo non viene riportato nei titoli.

### Attrice
- The Nurse, regia di Pat Powers (1912)
- The Fairy and the Waif, regia di Marie Hubert Frohman e George Irving (1915)
- Always in the Way, regia di J. Searle Dawley (1915)
- Emmy of Stork's Nest, regia di William Nigh (1915)
- Barbara Frietchie, regia di Herbert Blaché (1915)
- Rose of the Alley, regia di Charles Horan (1916)
- Dimples, regia di Edgar Jones (1916)
- Lovely Mary, regia di Edgar Jones (1916)
- Youth's Endearing Charm, regia di William C. Dowlan (1916)
- Dulcie's Adventure, regia di James Kirkwood (1916)
- Faith, regia di James Kirkwood (1916)
- A Dream or Two Ago, regia di James Kirkwood (1916)
- The Innocence of Lizette, regia di James Kirkwood (1916)
- The Gentle Intruder, regia di James Kirkwood (1917)
- Environment, regia di James Kirkwood (1917)
- Annie-for-Spite, regia di James Kirkwood (1917)
- Periwinkle, regia di James Kirkwood (1917)
- Melissa of the Hills, regia di James Kirkwood (1917)
- Somewhere in America, regia di William C. Dowlan (1917)
- Charity Castle, regia di Lloyd Ingraham (1917)
- Her Country's Call', regia di Lloyd Ingraham (1917)
- Peggy Leads the Way, regia di Lloyd Ingraham (1917)
- The Mate of the Sally Ann, regia di Henry King (1918)
- Beauty and the Rogue, regia di Henry King (1918)
- Powers That Prey, regia di Henry King (1918)
- A Bit of Jade, regia di Edward Sloman (1918)
- Social Briars, regia di Henry King (1918)
- The Ghost of Rosy Taylor, regia di Edward Sloman e di Henry King (1918)
- The Eyes of Julia Deep, regia di Lloyd Ingraham (1918)
- Rosemary Climbs the Heights, regia di Lloyd Ingraham (1918)
- Wives and Other Wives, regia di Lloyd Ingraham (1918)
- Onze filmsterren (1919)
- The Amazing Impostor, regia di Lloyd Ingraham (1919)
- The Intrusion of Isabel, regia di Lloyd Ingraham (1919)
- A Bachelor's Wife, regia di Emmett J. Flynn (1919)
- Yvonne from Paris, regia di Emmett J. Flynn (1919)
- Fata di bambole (Anne of Green Gables), regia di William Desmond Taylor (1919)
- Judy of Rogue's Harbor, regia di William Desmond Taylor (1920)
- Nurse Marjorie, regia di William Desmond Taylor (1920)
- Jenny Be Good, regia di William Desmond Taylor (1920)
- A Cumberland Romance, regia di Charles Maigne (1920)
- Sweet Lavender, regia di Paul Powell (1920)
- Eyes of the Heart, regia di Paul Powell (1920)
- All Souls' Eve, regia di Chester M. Franklin (1921)
- The Little Clown, regia di Thomas N. Heffron (1921)
- Don't Call Me Little Girl, regia di Joseph Henabery (1921)
- Moonlight and Honeysuckle, regia di Joseph Henabery (1921)
- Her Winning Way, regia di Joseph Henabery (1921)
- Tillie, regia di Frank Urson (1922)
- The Heart Specialist, regia di Frank Urson (1922)
- South of Suva, regia di Frank Urson (1922)
- The Cowboy and the Lady, regia di Charles Maigne (1922)
- Drums of Fate, regia di Charles Maigne (1923)
- The Trail of the Lonesome Pine, regia di Charles Maigne (1923)
- Notte nuziale (A Sainted Devil), regia di Joseph Henabery (1924) - non accreditata

### Film o documentari dove appare Mary Miles Minter
- Screen Snapshots, Series 1, No. 22 (1921)
- A Trip to Paramountown (1922)
- Screen Snapshots, Series 3, No. 16 (1922)
- Stars of Yesterday (filmati d'archivio) (1931)
- Hollywood documentario tv, regia di Kevin Brownlow e David Gill (1980)
- Old Hollywood: Silent Stars, Deadly Secrets, episodio tv di City Confidential, regia di Scott Colthorp - filmati di repertorio (2007)
- Why Be Good? Sexuality & Censorship in Early Cinema, regia di Elaina Archer - filmati di repertorio (2007)